# Sabor fresa
«Sabor fresa» (estilizado en mayúsculas) es una canción grabada e interpretada por el grupo estadounidense de música regional mexicana Fuerza Regida. Fue escrita por Ángel Ureta, Daniel Gutiérrez, Diego Millán, Jonathan Caro, Jesús Ortíz Paz y Miguel Armenta y producida por estos dos últimos junto a Ángel Tumbado y Jimmy Humilde. Fue lanzada el 22 de junio de 2023 como el segundo sencillo de su álbum Pa las baby's y belikeada (2023) a través de Rancho Humilde, Street Mob Records y distribuida por Sony Music Latin.

## Recepción

### Desempeño comercial
La canción debutó y alcanzó el puesto 2 del Top 50 México en Spotify, el número 15 en el Top Global y top 10 en países como Estados Unidos, Guatemala y Honduras, top 20 en Nicaragua y top 100 en Colombia, Ecuador, El Salvador, Costa Rica y Panamá. La semana del 2 de julio de 2023, la canción debutó en el puesto número 3 de la lista Hot Latin Songs en Estados Unidos en la posición número 26 de la lista Billboard Hot 100, empatando con «Ella baila sola» de Eslabón Armado y Peso Pluma,  como el segundo debut más alto en la lista por una canción de regional mexicano —ambas por debajo de «Un x100to» de Grupo Frontera. 

## Video musical
Un video musical se estrenó la noche del 22 de junio, fue publicado en el canal oficial de YouTube del grupo, fue dirigido por Miguel de la compañía DBM y producido por Ortíz Paz y Jimmy Humilde. El video está protagonizado por los integrantes de la banda, donde se les puede ver disfrutando de una fiesta en una mansión con mujeres con escenas dentro de una piscina. Ortíz Paz interpreta a un cirujano plástico, quién atiende a dichas mujeres en su consultorio al inicio del videoclip. Él también, durante el desarrollo del video, aplasta a una tarántula de color morado y al arrastrar su pie deja una mancha de sangre del mismo color. Este gesto se relacionó con el cantante mexicano Peso Pluma, quién usó las tarántulas y el color morado como parte de la estética del arte de su álbum Génesis, estrenado el mismo día del lanzamiento «Sabor fresa». Por lo que el público de ambos dio por hecho una enemistad entre ellos a pesar de haber compartido el éxito de «Igualito a mi apá». El video acumuló 1.4 millones de vistas en YouTube.

## Posicionamiento en listas
| Lista (2023)                       | Mejor posición |
| ---------------------------------- | -------------- |
| Estados Unidos (Billboard Hot 100) | 26             |
| Estados Unidos (Hot Latin Songs)   | 3              |
| México (Mexico Songs)              | 2              |